# Einar Vaage
Einar Vaage, född 1 mars 1889 i Hamar, död 11 juni 1973, var en norsk skådespelare. 
Från 1921 var Vaage verksam i Oslo, där han särskilt arbetade vid Centralteatret (1925–1931) och Det Nye Teater. Till hans roller inom karaktärskomedin hör Styver i Henrik Ibsens Kärlekens komedi.
Vaage filmdebuterade 1927 i stumfilmen Eleganta svindlare och är en av de norska skådespelare som har spelat flest filmroller, framför allt som birollsinnehavare. Han hade en av huvudrollerna i Sangen om Rondane (1934), en av de första ljudfilmerna i Norge. Bäst ihågkommen är han dock som sorenskriveren i Tante Pose (1940). Hans sista filmroll var i komedin Husmorsfilmen (1964).

## Filmografi (urval)
- 1927 – Eleganta svindlare
- 1933 – Op med hodet!
- 1934 – Sangen om Rondane
- 1935 – Du har lovet mig en kone!
- 1937 – To levende og en død
- 1937 – Ungt blod
- 1938 – Eli Sjursdotter
- 1939 – Familien på Borgan
- 1939 – Å, en så'n brud!
- 1940 – Vildmarkens sång
- 1940 – Tante Pose
- 1940 – Tørres Snørtevold
- 1941 – Gullfjellet
- 1941 – Hansen og Hansen
- 1942 – Nordlandets våghals
- 1942 – Herre med mustasch
- 1942 – Det æ'kke te å tru
- 1943 – Sangen til livet
- 1943 – Den nye lægen
- 1944 – Kommer du, Elsa?
- 1946 – På kant med samhället
- 1946 – Om kjærligheten synger de
- 1948 – Dit vindarna bär
- 1948 – Trollforsen
- 1948 – Den hemlighetsfulla våningen
- 1949 – Kärlek blir din död
- 1949 – Svendsen går videre
- 1950 – To mistenkelige personer
- 1951 – Skadeskutt
- 1951 – Dei svarte hestane
- 1951 – Storfolk og småfolk
- 1952 – Nödlandning
- 1952 – Det kunne vært deg
- 1953 – Skøytekongen
- 1954 – Cirkus Fandango
- 1954 – Portrettet
- 1955 – Polisen efterlyser
- 1955 – Hjem går vi ikke
- 1955 – Bedre enn sitt rykte
- 1956 – Bjørnepatruljen
- 1958 – Bustenskjold
- 1961 – Oss atomforskere imellom
- 1961 – Bussen